# Grège
Cet article court présente un sujet plus développé dans : Beige.

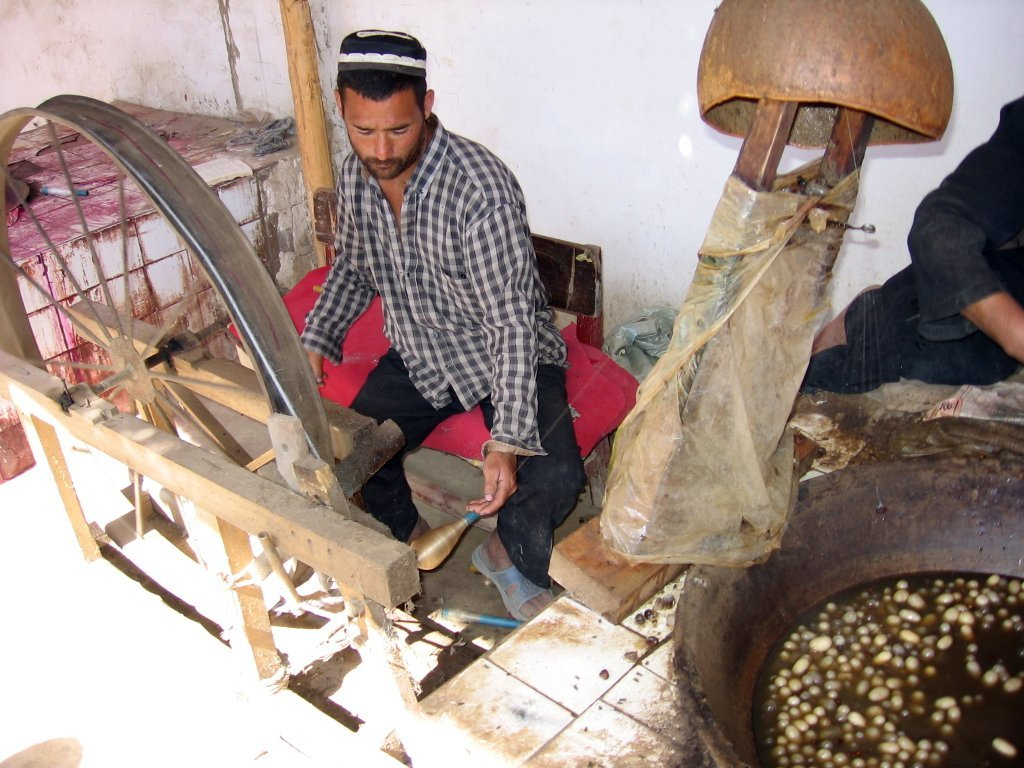
La soie grège s'enroule sur la tige dans la main gauche du fileur.

La couleur grège est celle de la soie à l'état brut. Selon le Trésor de la langue française, c'est un beige clair tirant sur le gris.
Contrairement à ce qu'on pourrait croire, le terme n'a rien à voir avec un mélange des adjectifs « gris » et « beige », il vient de l'italien (seta) greggia qui veut dire « (soie) brute ». La soie brute peut avoir plusieurs teintes. L'intérieur et l'extérieur du cocon du ver à soie n'ont, en effet, pas la même couleur.